# Джангабаев, Рустам Камилджан угли
Рустам Камилджан угли Джангабаев (узб. Рустам Камилжан ўғли Джангабаев; род. 25 августа 1993 года, Узбекистан) — узбекский тяжелоатлет, выступающий в весовой категории свыше 105 кг. Призёр чемпионата мира 2018 года. Чемпион Азии 2017 года в Ашхабаде. Участник летних Олимпийских игр в Рио-де-Жанейро.

## Карьера
В начале ноября 2018 года на чемпионате мира в Ашхабаде, узбекский спортсмен, в весовой категории свыше 109 кг., завоевал бронзовую медаль мирового первенства, сумев взять общий вес 447 кг. Выполняя упражнение толчок Рустам показал третий результат с весом на штанге 245 кг.

## Спортивные результаты
| Год  | Соревнование                                                   | Место проведения | Весовая категория | Рывок  | Толчок | Сумма двоеборья | Место |
| 2015 | Чемпионат Азии                                                 | Пхукет           | свыше 105 кг      | 170 кг | 225 кг | 385 кг          | 4     |
| 2015 | Чемпионат мира                                                 | Хьюстон          | свыше 105 кг      | 174 кг | 225 кг | 389 кг          | 20    |
| 2016 | Чемпионат Азии                                                 | Ташкент          | свыше 105 кг      | 184 кг | 232 кг | 416 кг          | 6     |
| 2016 | Летние Олимпийские игры                                        | Рио-де-Жанейро   | свыше 105 кг      | 195 кг | 237 кг | 432 кг          | 6     |
| 2017 | Чемпионат Азии                                                 | Ашхабад          | свыше 105 кг      | 196 кг | 241 кг | 437 кг          | 1     |
| 2017 | Азиатские игры по боевым искусствам и состязаниям в помещениях | Ашхабад          | свыше 105 кг      | 199 кг | 243 кг | 442 кг          | 1     |
| 2017 | Чемпионат мира                                                 | Анахайм          | свыше 105 кг      | 200 кг | 247 кг | 447 кг          | 4     |
| 2018 | Чемпионат мира                                                 | Ашхабад          | свыше 109 кг      | 202 кг | 245 кг | 447 кг          | 3     |